# HMAS Phillip
HMAS Phillip – australijski parowiec z początku XX wieku, używany także jako okręt pomocniczy, zaopatrzeniowy i szkolny Royal Australian Navy (RAN) w latach 1916-1921.

## Historia
Parowiec SS Togo został zbudowany w 1905 w stoczni Frederick Moore w Launceston na Tasmanii dla linii Broomby and Dent.  Statek był zaprojektowany przez znanego wówczas brytyjskiego projektanta Waltera Reeksa. 
Innym statkiem kursującym na podobnych trasach był popularny wówczas w Nowej Zelandii SS Awittaka. W 1910 właściciele Awitakki zaproponowali właścicielom Togo wyścig na wycieczkowej trasie do Green Island i z powrotem.  W 42-milowym wyścigu zwyciężył Togo co doprowadziło do sprzedaży Awittaki i w późniejszym czasie wybudowaniu SS Cartela. Świąteczne wyścigi pomiędzy pasażerskimi i wycieczkowymi statkami stały się tradycją w Nowej Zelandii. 
14 sierpnia 1916 statek został zakupiony przez RAN za 7500 funtów i przemianowany na HMAS Togo.  Początkowo planowano użytkowanie Togo jako holownika, ale wszedł do służby jako okręt zaopatrzeniowy dla bazy Flinders Naval Depot.  Od października 1917 Togo służył jako trałowiec szkolny.  W kwietniu 1918 okręt został przemianowany na HMAS Phillip.
W 1921 okręt został sprzedany i w służbie cywilnej powrócił do pierwotnej nazwy Togo.
W 1926 w czasie wyścigu doszło do kolizji pomiędzy Cartelą i Togo, uderzony przez dziób Carteli, Togo został wyrzucony na skały ale dzięki silnej i nietypowej budowie kadłuba wyszedł z tej kolizji bez większych uszkodzeń.
Został złomowany w 1946.